# Bill English
Bill English (* 30. prosince 1961) je novozélandský politik, od roku 2016 předseda Novozélandské národní strany. V letech 2016 až 2017 vykonával funkci premiéra Nového Zélandu. Úřad převzal 12. prosince 2016 po rezignaci svého předchůdce Johna Keye a po volbách v roce 2017 byl nahrazen předsedkyní Novozélandské strany práce Jacindou Ardernovou. V letech 2008 až 2016 působil jako náměstek premiéra a ministr financí.